# ساكوراغاوا (إيباراكي)
ساكوراغاوا (باليابانية: 桜川市 ساكوراغاوا-شي) هي مدينة تقع في محافظة إيباراكي، اليابان. تأسست المدينة في 1 أكتوبر 2005.

## وصلات خارجية
- موقع بلدية ساكوراغاوا